# Discoglossus scovazzi
The Discoglosse Peint hoặc Discoglossus scovazzi (tên tiếng Anh: Discoglosse À Ventre Blanc) là một loài ếch thuộc họ Discoglossidae.
Loài này có ở Maroc, Tây Ban Nha, và có thể cả Algérie.
Môi trường sống tự nhiên của chúng là rừng ôn đới, thảm cây bụi kiểu Địa Trung Hải, sông ngòi, sông có nước theo mùa, đầm nước ngọt, và đầm nước ngọt có nước theo mùa.
Chúng hiện đang bị đe dọa vì mất môi trường sống.